# Kraftwerk Brunner Island

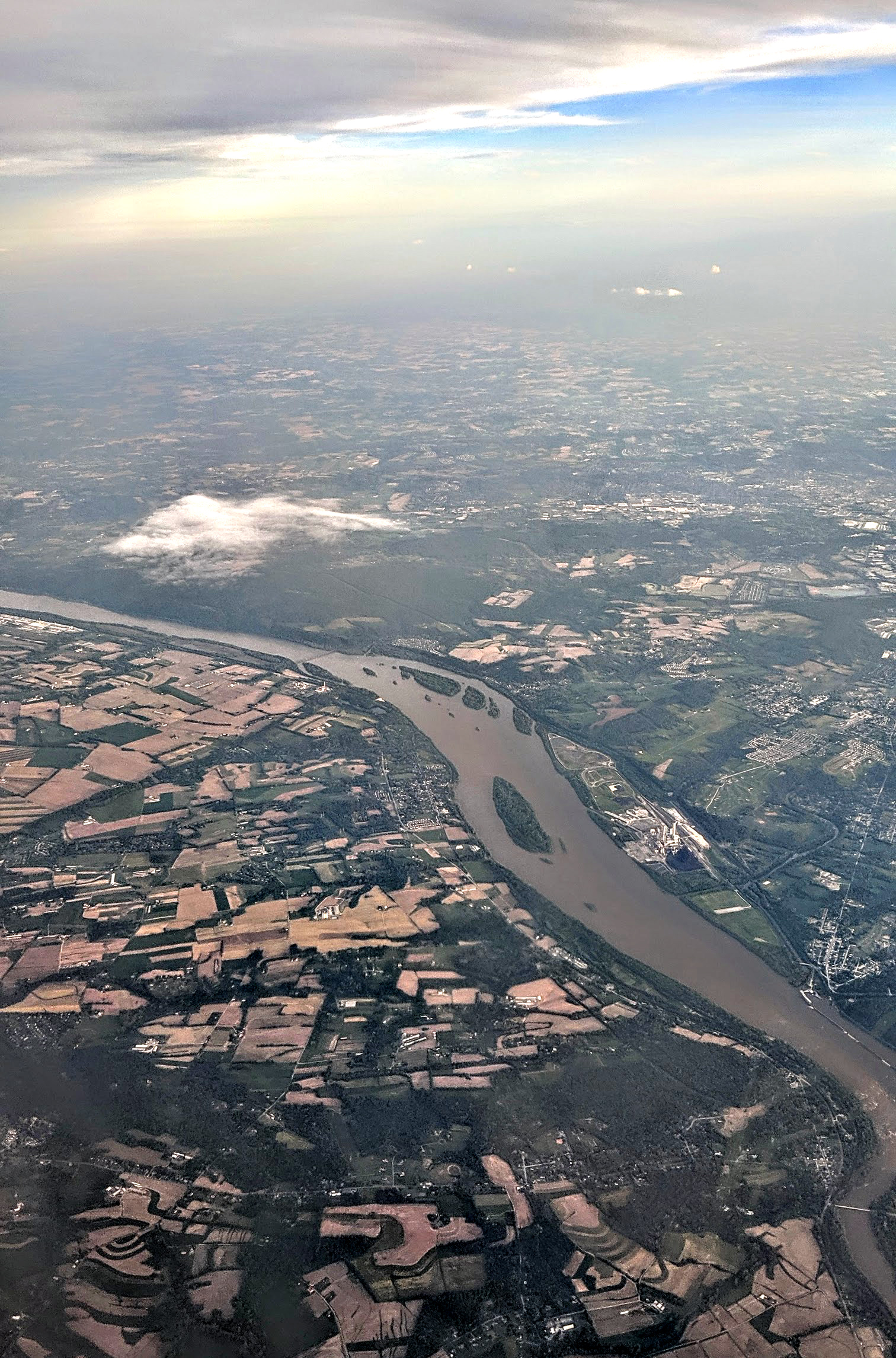
Das Kraftwerk Brunner Island rechts im Susquehanna River bei Bainbridge, Pennsylvania (2019)

Das Kraftwerk Brunner Island (englisch Brunner Island Steam Electric Station) ist ein Kohlekraftwerk auf Brunner Island am Susquehanna River im York County in Pennsylvania (USA).
Das Kraftwerk besteht aus drei Kraftwerksblöcken:
| Block | Betriebsaufnahme | Leistung in MW |
| ----- | ---------------- | -------------- |
| 1     | Juni 1961        | 334            |
| 2     | Okt. 1965        | 390            |
| 3     | Juni 1969        | 759            |

1967 gingen noch drei Dieselgeneratoren mit je 2,8 MW ans Netz.

## Emissionen
Neben der Abwärme, die in den Susquehanna River eingeleitet wird, wird auch Schwefeldioxid ausgestoßen. So werden für jede Megawattstunde an elektrischer Energie 9,29 kg Schwefeldioxid emittiert.